# 小行星18244
小行星18244（18244 Anneila）是一颗绕太阳运转的小行星，为主小行星带小行星。该小行星于1973年9月30日发现。

## 轨道参数
小行星18244的轨道半长轴为2.7261228 UA，离心率为0.110。